# Reichental
Reichental is een plaats in de Duitse gemeente Gernsbach, deelstaat Baden-Württemberg, en telt 800 inwoners.